# Friedrich Fenzl

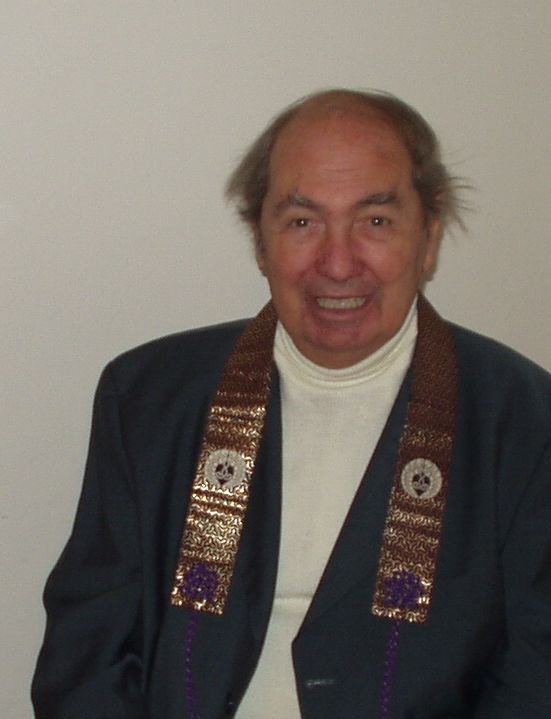
Friedrich Fenzl

Myoshin Friedrich Fenzl (* 4. November 1932 in Kienberg; † 8. Dezember 2014 in Salzburg) war ein österreichischer Shin-Buddhist und europäischer Buddhismus-Pionier.

## Leben
Fenzl wurde als Sohn einer deutschböhmischen Beamtenfamilie geboren. Schon früh begegnete er der streng katholischen Einstellung der Familie mit Zweifel und Widerstand.
Ein sehr reges Interesse für den Fernen Osten und insbesondere Japan führte ihn nach kriegsbedingter Übersiedlung der Familie nach Salzburg in die dortige Studienbibliothek, wo ihn der Buddhistische Katechismus sehr faszinierte und auf den Buddhismus aufmerksam machte.
Als er nach einer Lebenskrise 1955 mit dem Berliner Buddhisten Harry Pieper zusammentraf und zum bekennenden Buddhisten wurde, begann sein Weg als einer der ersten europäischen Shin-Buddhisten. Schon 1962 wurde er zum Auslandssekretär der 'Buddhistischen Gemeinschaft Jodo-Shin-Europa' und Herausgeber ihrer kleinen Zeitschrift 'Mahayana'. 1968 erhielt er vom Nishi Hongan-ji, dem Haupttempel der Jōdo-Shinshū-Schule Honganji-ha in Kyōto ein Stipendium an der Ryūkoku-Universität, um dort Buddhismus zu studieren, und musste dazu seinen Posten als Universitätsbeamter aufgeben. Neben dem Studium der Lehren der Jōdo-Shinshū und der Geschichte des japanischen Buddhismus, arbeitete er auch noch an Projekten, wie der deutschen Übersetzung von Shinrans Tannishō mit.
Auf seinen Reisen durch Japan und bei seinen Besuchen in Shin-Tempeln lernte er das religiöse und Alltagsleben kennen und wurde in Ikebana und der japanischen Teezeremonie ausgebildet.
1970 kehrte Fenzl nach Europa zurück, um angeregt von Kōshō Ōtani den Shin-Buddhismus zu lehren. Er entfaltete in Salzburg eine regelmäßige Vortragstätigkeit und lud dazu auch andere buddhistische Vortragende ein.
Er wirkte beim Aufbau einer Österreichischen Buddhistischen Union mit und wurde 1976 zum Vizepräsidenten der Europäischen Buddhistischen Union und in den Vorstand des Buddhistischen Zentrums Scheibbs gewählt. 1977 gründete er die Buddhistische Gemeinschaft Salzburg, die als traditionsübergreifende Vereinigung von Buddhisten im Raum Salzburg und Oberbayern fungiert. Sie bietet Aktivitäten wie Meditationsabende, Vorträge, Diskussionen, interreligiöse Begegnungen, Einführungen in den Buddhismus für Schulklassen, Feste und Ausflüge an.
Fenzl publizierte zahlreiche Artikel in buddhistischen Zeitschriften, insbesondere des deutschsprachigen Raums, aber auch in japanischen und taiwanesischen Publikationen.
Seit der Gründung der Österreichischen Buddhistischen Religionsgesellschaft (ÖBR) 1983 und der offiziellen Anerkennung des Buddhismus als Religionsgemeinschaft in Österreich hat Fenzl darin Funktionen bekleidet und Fernsehsendungen (Die Lehre des Buddha) gestaltet.
Sein besonderes Augenmerk galt sozialethischen Fragen und der buddhistischen Erziehung. Seine Tätigkeit umfasste die buddhistische Krankenhaus- und Gefängnisseelsorge, Mitarbeit in der Hospizbewegung und Betreuung von Migranten und Mitbürgen asiatischer Herkunft.
Seit den Neunzigerjahren war Fenzl im Interreligiösen Dialog aktiv engagiert.
2002 wurde er zum Ehrenpräsidenten der Buddhistischen Gemeinschaft Salzburg ernannt. 2006 wurde ihm für seine Verdienste um die Förderung des Shin-Buddhismus in Europa eine besondere Ehrung durch den Nishi Honganji zu Teil.